# Dahlgrenius pubiventris
Dahlgrenius pubiventris är en skalbaggsart som först beskrevs av Reichardt 1932.  Dahlgrenius pubiventris ingår i släktet Dahlgrenius och familjen stumpbaggar. Inga underarter finns listade i Catalogue of Life.